# 肖普朗大学
肖普朗大学 （匈牙利語：Soproni Egyetem，缩写：SOE）主校区位于匈牙利近邻奥地利边境的肖普朗，其历史可以追溯到1735年。

## 学院
- Benedek Elek教育学院
- 林学院
- 木材科学与创意产业学院
- Alexander Lamfalussy经济学院